# 타티 개브리엘
타티 개브리엘(Tati Gabrielle, 1996년 1월 24일 ~ )은 미국의 배우이다.

## 출연 작품

### 영화
- 이모티: 더 무비 (2017) - 에디 역 (목소리)
- 언차티드 (2021) - 조 브래독 역

### 텔레비전
- 원 헌드레드 (2017-) - 가이아 역
- 사브리나의 오싹한 모험 (2018-) - 프루던스 나이트 역
- 디 아울 하우스 (2020) - 윌로우 역 (목소리)